# Coetupo
Coetupo está ubicado en la comarca de Guna Yala, en la parte oriental del país, a 200 km al este de Ciudad de Panamá, la capital del país. Tiene 930 habitantes.
La tierra alrededor de Coetupo es bastante plana al norte, pero al suroeste es montañosa. Al noreste, el mar es el más cercano a Coetupo. El punto más alto en el área es de 615 metros de altura y 7.7 km al oeste de Coetupo. La ciudad más grande más cercana es Mulatupu a 8.2 km al noroeste de Coetupo. En la región alrededor de Coetupo, las islas y los islotes son muy comunes.